# Enlilnadinapli
Enlilnadinapli o Enlil-nādin-apli va ser el cinquè rei de la Segona dinastia d'Isin, i IV dinastia de Babilònia. Era fill i successor de Nabucodonosor I. Va regnar entre els anys 1103 aC i 1098 aC, aproximadament.
Es coneix fragmentàriament el seu regnat, sobretot per algunes inscripcions i un Kudurru. Va atacar Assur potser amb la intenció de conquietar-la, i la noblesa se li va mostrar hostil.
El seu oncle Marduknadinakhkhe, germà de Nabucodonosor I, es va revoltar a Babilònia al front dels nobles opositors mentre el rei era en campanya, i quan Enlilnadinapli va tornar el van derrotar i el van matar. Marduknadinakhkhe es va proclamar rei.